# 2010 TA192
2010 TA192 est un astéroïde de la ceinture de Kuiper, considéré comme cubewano.

## Caractéristiques
2010 TA192 mesure probablement environ 230 km de diamètre.